# 동음이의어

동음이의어(同音異義語)란 글자의 이름은 같고 뜻은 다른 낱말이다. 모든 종류의 언어에서 동음이의어가 발견된다. 동음이의어의 기의(記意)는 문장의 맥락 속에서 구분된다.

## 종류
동음이의어의 종류에는 철자와 발음이 모두 같으나 뜻이 다른 경우와 철자는 다르나 발음이 같은 경우가 있다. 한국어에서는 한자어의 장음과 단음을 구별하지 못하게 되면서 많은 한자어 동음이의어가 생기게 되었다.
한국어의 경우 단음절 고유어명사에서 동음이의어가 많이 나타난다. 고유어명사 전체에서는 단의어가 동음이의어 보다 11.74배 많으나 단음절 고유어명사에서는 반대로 동음이의어가 단의어보다 4.39배 많다.
이름은 같으나 서로 다른 사람의 경우 동명이인(同名異人)이라고 한다.

## 사례
다음은 동음이의어의 사례이다.

### 철자와 발음이 모두 같은 동음이의어
- 한국어
  - 눈: 동물의 눈, 하늘에서 내리는 눈, 자·저울·온도계 등의 눈
  - 소: 동물 소, 만두·송편 등에 들어가는 소
- 영어-right: 옳다(바르다). 오른쪽
- 독일어-recht(Recht): 옳은. 오른쪽의, 정말로. 법/arm(Arm): 가난한, 팔
- 일본어-いどう: 이동(移動)、이동(異同)

### 철자는 다르나 발음이 같은 동음이의어
동음이자(同音異字, heterograph)는 발음은 같으나 그 표기가 다른 글자를 말한다. 한국어의 ‘빗’, ‘빚’, ‘빛’, 영어의 ‘here’와 ‘hear’가 동음이자에 해당한다.
- 한국어-[몫, 목], [낫, 낮, 낯]
- 영어-Knight, night
- 독일어-seit (~이래로), seid (sein의 2인칭 복수 현재형)

## 언어 유희

### 중의적 표현
동음이의어는 종종 언어유희에 이용된다. 같은 음이지만 다른 뜻을 갖는 것을 교묘히 이용하여 말장난을 하는 것이다. 다음은 춘향전에 나타난 동음이의어를 이용한 언어 유희의 사례이다.
| “ | (성춘향과 이몽룡이 서로 통성명을 하고 난 뒤에 이몽룡이 말한다.) 허허 그말 반갑도다. 네 연세 드러하니 날과 동갑 이팔이라. 셩짜를 드러보니 쳔정일시 분명하다. 이셩지합 조흔 연분 평생 동락하여보자. | ” |
|   | — 춘향전, 박삼서, 국어 교육과 생활 문화 철학에서 재인용 |   |

위 인용문에서 ‘이셩지합’은 이씨와 성씨의 결합을 뜻하는 李成之合과 두 남녀의 결합을 뜻하는 異性之合을 중의적으로 나타내는 언어 유희이다.
한편, 아방가르드 예술가인 뒤샹은 종종 자신의 서명으로 로즈 세라비(프랑스어: Rose Selavy)를 사용했는데 이는 에로스 세라비(프랑스어: Erose, C'est la vie, 에로스 그것이 인생)의 동음이의어를 서명으로 택한 언어 유희였다.
또한 아버지가방에들어가신다와 같은 경우도 중의적 표현이라고 볼 수 있다.

## 논리학
동음이의어는 논리학에서 종종 궤변의 수단으로 사용되기도 한다. 쇼펜하우어는 동음이의어에 의한 논점의 전이로 다음의 예를 들었다.
- 모든 빛은 꺼질 수 있다. 
 오성은 빛이다. 
 오성은 꺼질 수 있다.

쇼펜하우어는 이 예에서 물리적 빛과 상징적 빛을 일부러 혼용하였다.

## 다의어
하나의 낱말이 여러 가지 뜻으로 쓰이는 다의어는 동음이의어와 구별된다. 다의어는 하나의 기본적인 의미가 확대되어 여러 뜻으로 쓰이는 낱말이다. 서로 연관성이 있어야 한다. 예를 들어 한국어의 '좋다'는 '흐믓하여 즐겁다', '아름답다', '상관없다. 괜찮다.' 등으로 쓰인다.

## 같이 보기
- 다의어
- 동형이의어
- 동형동음이의어